# Церква Святого Миколая (Глядки)
Церква Святого Миколая в Глядках — парафія і храм греко-католицької громади Залозецького деканату Тернопільсько-Зборівської архієпархії Української греко-католицької церкви в селі Глядки Тернопільського району Тернопільської области.
Оголошена пам'яткою архітектури місцевого значення (охоронний номер 2045).

## Історія церкви
Стара дерев'яна церква Святого Миколая, збудована у 1764 році, була невеликою і використовувала особливу технологію без цвяхів. Після її знищення вогнем, громада у 1922 році переобладнала колишню стодолу під теперішній храм.
Парафія села Глядки до 1723 року була самостійною, але згодом її приєднали спочатку до парафії с. Висипівці, а потім — до парафії с. Чернихів. Усі вони належали до Греко-католицької церкви.
При сучасній парафії діють спільнота «Матері в молитві», Вівтарне братство та Марійська дружина.

## Парохи
- о. Ігнатій,
- о. Дмитро,
- о. Павло,
- о. Олексій,
- о. Іван,
- о. Степан,
- о. Дмитро Чоловський,
- о. Едвард Касановський,
- о. Іван Гарматій (1899—1902),
- о. Іроній Алексевич (1902—1910),
- о. Павло Тимчак,
- о. Вільгейм Белкош,
- о. Петро Івахів,
- о. Петро Дзедзик,
- о. Йосиф Побережний,
- о. Йосиф Грицай (1927—28 червня 1941),
- о. Ярослав Васильків (до 1943),
- о. Корнилій Івашко (1991—1993),
- о. Євстахій Комарницький (1993—2010),
- о. Володимир Горошко (2010—2012),
- о. Володимир Бойчук (з 2012).